# Азербайджанская Красная армия
Красная армия Азербайджана или Азербайджанская Красная армия (сокращённо АзКА; азерб. Azərbaycan Qırmızı Ordusu) — воинское формирование (вооружённые силы) Азербайджанской Советской Социалистической Республики (АзССР), существовавшие в 1920—1922 годах.

## История создания
После смены власти в апреле 1920 года высшими органами государственной власти в Азербайджане стали Временный Военно-революционный комитет Азербайджана (Азревком) и Совет Народных Комиссаров (правительство). Азревком провозгласил государство Азербайджанской Социалистической Советской Республикой (позже она будет известная как Азербайджанская Советская Социалистическая Республика).

### Переформатирование старой армии в новую
28 апреля Азревком своим декретом учредил народный комиссариат по военно-морским делам (Наркомвоенкомрат, НКВМ). Первым наркомом по военно-морским делам стал Чингиз Ильдрым. В тот же день вышел его приказ по Военному ведомству № 2, гласивший: «по установленному во всех советских республиках порядку приказываю всем чинам Военного ведомства погон не носить. Новые внешние знаки для военных будут объявлены дополнительно».

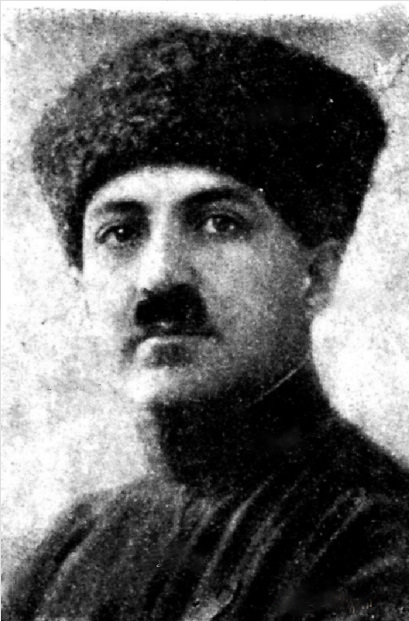
Первый нарком по военным и морским делам Азербайджана Чингиз Ильдрым

На следующий день новым приказом по Военному ведомству азербайджанским военнослужащим надлежало снять ордена и другие знаки отличия, в том числе с холодного оружия. В тот же день Азревком постановил подчинить азербайджанскую армию в оперативном отношении командованию XI Красной армии, чтобы «переформировать её на основах Рабоче-Крестьянской Красной армии в соответствующие численному составу части, сохранив название „азербайджанских“». Приказом № 17 по наркомату по военным и морским делам от 5 мая для азербайджанских военнослужащих устанавливались новые знаки различия.
4 мая в свет вышел первый номер печатного органа Центрального комитета АКП(б) — первой красноармейской газеты Азербайджанской ССР «Гырмызы аскер» («Красноармеец»), издававшейся под редакцией Алигейдара Караева. В первом номере газеты указывалось, что она ставит своей задачей разъяснить красноармейцам их обязанности по защите Советской республики, а от каждого красноармейца требовалось не только её внимательно читать, но и писать ей о своих нуждах. Всего было издано три номера этой газеты, последний из которых вышел 7 мая
Новая азербайджанская армия по личному составу в первое время (май месяц), по сути, представляла собой армию, унаследованную от старой азербайджанской армии, которая всего лишь сменила название на Красную армию. Солдаты и офицеры старой армии продолжали нести службу, но уже при новой власти. Так, 30 числа своим товарищем (заместителем) Ч. Ильдрым временно назначил бывшего помощника военного министра АДР генерала А. Шихлинского. Как позднее отмечал начальник 20-й стрелковой дивизии М. Д. Великанов: «старые войсковые части не подверглись коренной реорганизации, а продолжали существовать без всяких перемен по линии руководства и командования. Революционные возможности этой армии переоценивались».
Членов АКП(б) стали направлять в части старой армии, перед которыми ставилась задача сконцентрировать в своих руках политическое руководство. Комиссаром частей войск, которые располагались в Гяндже, по рекомендации Азревкома и в соответствии с приказом наркомвоенмора Азербайджанской ССР от 4 мая был назначен Ахмед Рзаев, комиссаром 6-го пехотного Геокчайского полка — Габиб Джабиев. 7 мая, Азревком издал декрет об организации Азербайджанской Красной Армии (АзКА) и Азербайджанского Красного флота, а также принял решение «в оперативном, административном, организационном, а также в отношении снабжения всеми видами довольствия» подчинить переименованную к тому времени армию и флот командованию XI Красной Армии и Волжско-Каспийской военной флотилии. Подчинение старых азербайджанских частей XI Красной Армии являлось не только политической акцией. Пополнение в гарнизонах состава частей было необходимо, поскольку вступившая в Закавказье XI Красная армия по численности была невелика.
Во исполнении этого решения, 11 мая вышел приказ командующего XI Красной армии М. К. Левандовского, члена Реввоенсовета К. А. Мехоношина и начальника штаба А. К. Ремезова, в соответствии с которым азербайджанские войска, располагавшиеся в Агдашском, Закатальском и Нухинском уездах, в оперативном и строевом отношении переходили в подчинение командиру 2-го конного корпуса; в Гянджинском, Джабраильском, Джеванширском, Казахском, Шамхорском и Шушинском уездах — начальнику 32-й дивизии; в Бакинском, Ленкоранском и Шемахинском уездах — начальнику 28-й дивизии; в Геокчайском, Кубинском и Шемахинском уездах — начальнику 20-й дивизии. Согласно этому же приказу перед инспекторами XI Армии ставилась задача выработать план реорганизации азербайджанских войск, приказывалось также образовать I Сводную азербайджанскую рабоче-крестьянскую красную советскую стрелковую дивизию. В тот же день Ч. Ильдрым писал:
Реввоенсовету XI Красной Армии и Военно-морскому комиссариату Азербайджанской Советской Республики поручается реорганизация азербайджанской армии на основах Рабоче-Крестьянской Красной Армии. Реорганизацию флота проводить совместно с командующим Каспийским Красным флотом. Мобилизация и формирование частей производится Военно-морским комиссариатом Азербайджанской Советской Республики.
Наркомвоенмор 16 мая издал приказ, в соответствии с которым 1-й пехотный Джеванширский полк был переименован в 1-й Азербайджанский рабоче-крестьянский стрелковый полк; 3-й пехотный Гянджинский полк — в 3-й Азербайджанский рабоче-крестьянский красный стрелковый полк. Этим же приказом 1-я пехотная дивизия объединена с 2-й в 1-ю рабоче-крестьянскую красную стрелковую бригаду (три полка), которая стала частью 1-й азербайджанской рабоче-крестьянской красной дивизии. Азербайджанская сводная красная стрелковая дивизия, сформированная на базе 1-й, 2-й пехотных дивизий и конной дивизии старой армии, состояла из стрелковой бригады (три полка), конной бригады (три полка) и лёгкого артиллерийского дивизиона (четыре батареи). Штаб 1-й пехотной дивизии получил название штаба Азербайджанской рабоче-крестьянской сводной дивизии), а штаб 2-й пехотной дивизии был реорганизован в штаб стрелковой бригады.
Примерно в это же время приказом наркомвоенмора Азербайджанское военное училище было переименовано в Рабоче-Крестьянские Красные командные Курсы. Руководство реорганизацией учебных участей было возложено на бывшего офицера старой армии, на тот момент заместителя наркомвоенмора, генерала А. Шихлинского: «…Реорганизацию же учебных частей произвести по указаниям моего заместителя Али Ага Шихлинского».
В соответствии с приказом Народного комиссариата по военным и морским делам от 17 мая, пополнение и формирование частей армии осуществлялось на добровольческой основе.

### Создание новой Азербайджанской Красной Армии
Вектор развития азербайджанских вооружённых сил изменил Гянджинский мятеж, когда не реорганизованные ещё части 1-й азербайджанской пехотной дивизии старой армии подняли восстание. События в Гяндже пошли на руку Реввоенсовету XI Красной Армии:
Спорный вопрос о порядке пересоздания военного аппарата и армии Азербайджанской республики разрешился самим ходом развития революции. Штаб и армия легко втягивались в контрреволюционные организации... поэтому первыми подпали под удары при борьбе с контрреволюцией.
На азербайджанских большевиков легла тень за близость к мятежникам. Реввоенсовет теперь мог себе позволить на них не оглядываться. Ультимативно он диктует свои условие. Азербайджанская армия вместе со всеми своими институтами, по требованию Реввоенсовета, была распущена. Исключением стали те части, что разворачивались в стрелковую и конную бригады из трёх полков, в рядах которых ещё числились только добровольцы: 2-й Карабахский конный полк, 5-й пехотный Бакинский полк, крепостной батальон Баку и ряд других. Под реорганизацию подпали караульные части. В подборке кадров стал играть классовый критерий. Только по рекомендации партии происходило принятие добровольцев, причём с испытательным сроком в 6 месяцев. Отдавая наказ начдиву Шевелёву «руководствоваться исключительно революционной сознательностью» при подборке командиров, командующий XI Красной Армии М. К. Левандовский требовал «не стесняться назначать рядовых аскеров на высшие командные должности, ни в коем случае не принимать беков и ханов».

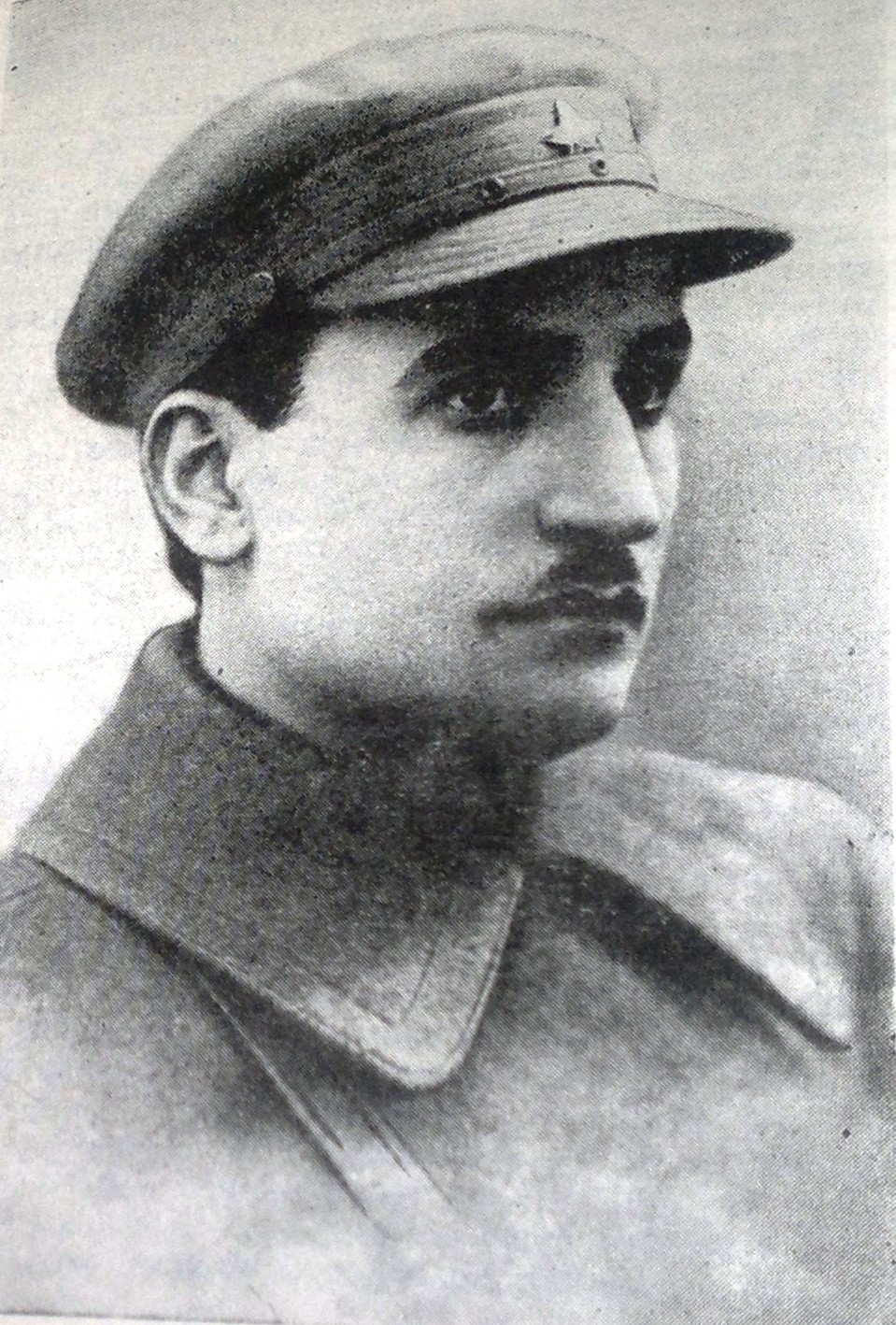
Второй нарком по военным и морским делам Алигейдар Караев

Кадровому изменению подвергся центральный аппарат Наркомвоенкомрата. Руководство этим государственным органом начинает осуществлять Алигейдар Караев, сыгравший важную роль в создании Азербайджанской Красной Армии. В соответствии с его приказом 19 июня началось формирование первых воинских подразделений Советского Азербайджана — 1-го им. Ленина интернационального азербайджанского полка и стрелкового полка «Красный Восток». 21 июня 1920 года Азревком своим постановлением назначил А. Караева новым наркомом по военным и морским делам Азербайджана. Он в период всего того времени, когда непосредственно занимался военной деятельностью, являлся членом Реввоенсоветов XI Красной армии и Каспийского военно-морского флота. С мая 1921 года стал членом Реввоенсовета Отдельной Кавказской армии. Деятельность Наркомвоенкомрата продолжала касаться учёта и распределения военнообязанных, формирования частей и соединений.
В середине июня развернулось формирование Азербайджанской сводной стрелковой дивизии, 5 стрелковых бригад, 2 стрелковых полков, кавалерийской бригады, нескольких артиллерийских дивизионов, технических войск и запасной артиллерийской батареи. Части были размещены следующим образом:
- 1-я бригада, состоявшая из 1-го и 2-го стрелковых полков, в полном составе сосредоточилась в Баку. Здесь же разместились её штаб и штаб дивизии
- 2-я бригада со штабом в Агдаме включала 3-й (Карягино) и 4-й (Агдам) стрелковые полки
- 3-я бригада со штабом в Казахе состояла из 5-го и 6-го стрелковых полков (Казах) и 7-го стрелкового полка (город Гянджа)
- 4-я бригада со штабом в Шемахе (в других источниках указана Ленкорань) включала 8-й (Шемаха) и 9-й (Ленкорань) стрелковые полки
- 5-я смешанная бригада в полном составе разместилась в Гадруте (Карабах), состоя из 10-го стрелкового полка и 3-го кавалерийского полка
- В Ленкорани находилась кавалерийская бригада, в то время как артиллерийские и технические части разместились, преимущественно в Баку и Гяндже

Вместе с тем, не все части в действительности были сформированы. Причиной являлся ещё продолжавший существовать, добровольный принцип комплектование войск, что влекло за собой дефицит командных кадров и специалистов, равно как и рядовых бойцов. Численный состав Азербайджанской Красной армии к середине июля 1920 года достигал немногим более 5,5 тысяч человек.
17 августа Азревком издал первый декрет о мобилизации в Красную армию, в соответствии с которым призыву на военную службу подлежали все граждане 1898—1902 годов рождения включительно, проживавшие в Бакинском районе. Днём начала мобилизации было установлено 25 августа. Призыв надлежало закончить в десятидневный срок. Политической работой среди населения стала заниматься образованная для этого Чрезвычайная военная мобилизационная комиссия. По результатам проведённой мобилизации на призывные пункты явились 3274 человека из числа военнообязанных по Бакинскому губернскому военному комиссариату, из которых 2670 человек поступили на действительную военную службу. Среди лиц, мобилизованных в Баку и Бакинском уезде, 2 тысячи человек были отправлены в Азербайджанскую сводную дивизию для пополнения, что позволили завершить её формирование.
30 сентября в Москве состоялось подписание договора о военно-экономическом союзе Азербайджанской ССР и РСФСР. В дополнение к нему стороны заключили несколько соглашений. В соответствии с положениями заключённого обоими республиками документа, Азербайджанская ССР сохраняла АзКА и свой ВМФ. Численность и вооружение АзКА определялись одной полностью укомплектованной дивизией. Что касается количества судов и вооружения флота, то на это предусматривалось особое соглашение. С Наркомвоенмортом Азербайджана, губернскими и уездными военкоматами связывалось построение системы органов военно-административного управления. По этому же нормативно-правовому акту Реввоенсовету Кавказского фронта на период военных действий были подчинены армия и республиканские органы военно-административного управления (АзКА вливалась в Российскую Красную армию), а Командующему морскими силами РСФСР — военно-морской административный аппарат во главе с Техническим руководителем по военно-морской части Наркомвоенморта Азербайджанской ССР. Командующий морскими силами РСФСР одновременно становился Командующим Азербайджанский флотом. Его смещением и назначением распоряжался Реввоенсовет РСФСР. Если граждане РСФСР, присутствовашие в АзКА и АзВМФ, рассматривались как несущие азербайджанскую службу и их в любое время могли отозвать, то на смещение военнослужащих-граждан Азербайджана следовало получить согласие азербайджанского правительства. За Наркомвоенмортом Азербайджанской ССР закреплялось право устанавливать форму одежды военнослужащих АзКА и АзВМФ. После ликвидации Кавказского фронта дальнейшие взаимоотношения азербайджанских и российских вооружённых сил следовало определить последующим соглашением (расформирование Кавказского фронта произошло 1 мая 1921 года).
В ноябре 1920 года находившаяся в стадии формирования дивизия была реорганизована в Отдельную Сводную Азербайджанскую бригаду (штаб в городе Баку) в составе 1, 2 и 3-й стрелковых полков (соответственно в посёлках Сабунчи, Сураханы и Биби-Эйбат), отдельного кавказского полка, сапёрной роты, роты связи, учебного батальона (все — в городе Баку).
В июне 1921 года было принято решение о создании Азербайджанской стрелковой дивизии. В её состав были включены Отдельная Азербайджанская сводная бригада, Бакинская и Ганджинская стрелковые бригады ВНУС, Отдельная пограничная бригада, отдельный артиллерийский дивизион, Бакинский и Гянджинский губернские военкоматы.
В сентябре 1921 года дивизия вновь была сведена в Отдельную Азербайджанскую стрелковую бригаду (штаб в городе Баку).
5 мая 1922 года постановлением II Всеазербайджанского Съезда Советов Рабочих, Крестьянских, Красноармейских и Матросских депутатов Азербайджанская Красная Армия была награждена орденом Красного Знамени.
В июне 1922 года Отдельная Азербайджанская стрелковая бригада вновь была развернута в дивизию в составе трёх стрелковых полков, отдельного кавалерийского эскадрона, лёгкого артиллерийского дивизиона, сводного артиллерийского парка, артиллерийской школы младшего командующего состава, автомобильного отряда, разведывательного авиаотряда, других подразделений тылового обеспечения.

## Численность
К середине июля 1920 года численный состав Красной армии Азербайджана насчитывал 5,5 тысяч человек. 17 августа Азревком издал подписанный Караевым и Н. Наримановым декрет о мобилизации граждан для пополнения Азербайджанской Красной армии. В мае 1921 года в рядах Азербайджанской Красной армии находилось 36 тысяч человек. Однако, к концу года её состав сократили в 3,5 раза до 10 тысяч человек.
В августе 1922 года газета «Бакинский рабочий» в своих двух номерах опубликовала воспоминания тогдашнего председателя ЦИК Азербайджанской ССР Самед Аги Агамалы оглы. Согласно этим воспоминаниям, во время своей поездки в Москву ему удалось добиться встречи с В. И. Лениным, который в тот период был болен (в мае 1922 году у Ленина случился первый инсульт). Во время беседы Ленин поинтересовался численностью Азербайджанской Красной армии и вот как об этом вспоминал Агамалы оглы:

Затем он справился насчёт численности нашей армии. Точного количества азербайджанских красноаскеров я не помнил и пришлось назвать приблизительную цифру.

— Так мало? — выразил удивление Ильич.

Я немного смутился и почему-то вспомнил т. Караева. Однако несколько оправившись, я попробовал объяснить причину такого количества азербайджанской армии новизной работы и трудностью создания в отсталом Азербайджане пролетарской армии, а также прошлогодним неурожаем, добавив к этому: «Но постараемся поднять её количеством и качеством, так как для этого уже создались соответствующие условия»

Последнее заявление доставило удовольствие Владимиру Ильичу….

## Боевые действия
Армия участвовала в боях против английских интервентов и иранской жандармерии на иранской границе (август 1920 — июнь 1921). В феврале 1921 года курсанты Азербайджанской сводной военной школы в составе 11-й армии РСФСР приняли участие в боях против Грузинской Демократической Республики. 28 марта 1921 года школа была награждена Красным Знаменем Азревкома.

## Подготовка командных кадров
Под руководством А. Караева в Баку были открыты авиационная и военно-спортивная школы, военно-политические курсы. Как гласил приказ наркомвоенмора от 5 августа 1920 года:
Для аскеров (солдат) в первую голову необходимо научиться стрелять, колоть штыком, действовать ручной гранатой, приспосабливаться к местности и пользоваться малой лопатой, для стрельбы и укрытия ознакомиться с главнейшими обязанностями в бою, в походе и на отдыхе; для командного состава — усвоить сведения из полевого устава и разобраться в примерах текущей гражданской войны.
19 августа Рабоче-Крестьянские Красные командные Курсы были переименованы в Азербайджанскую советскую сводную военную школу, 14 марта 1922 года — Азербайджанскую сводную военную школу. К началу 1922 года эта школа выпустила около 300 командиров.

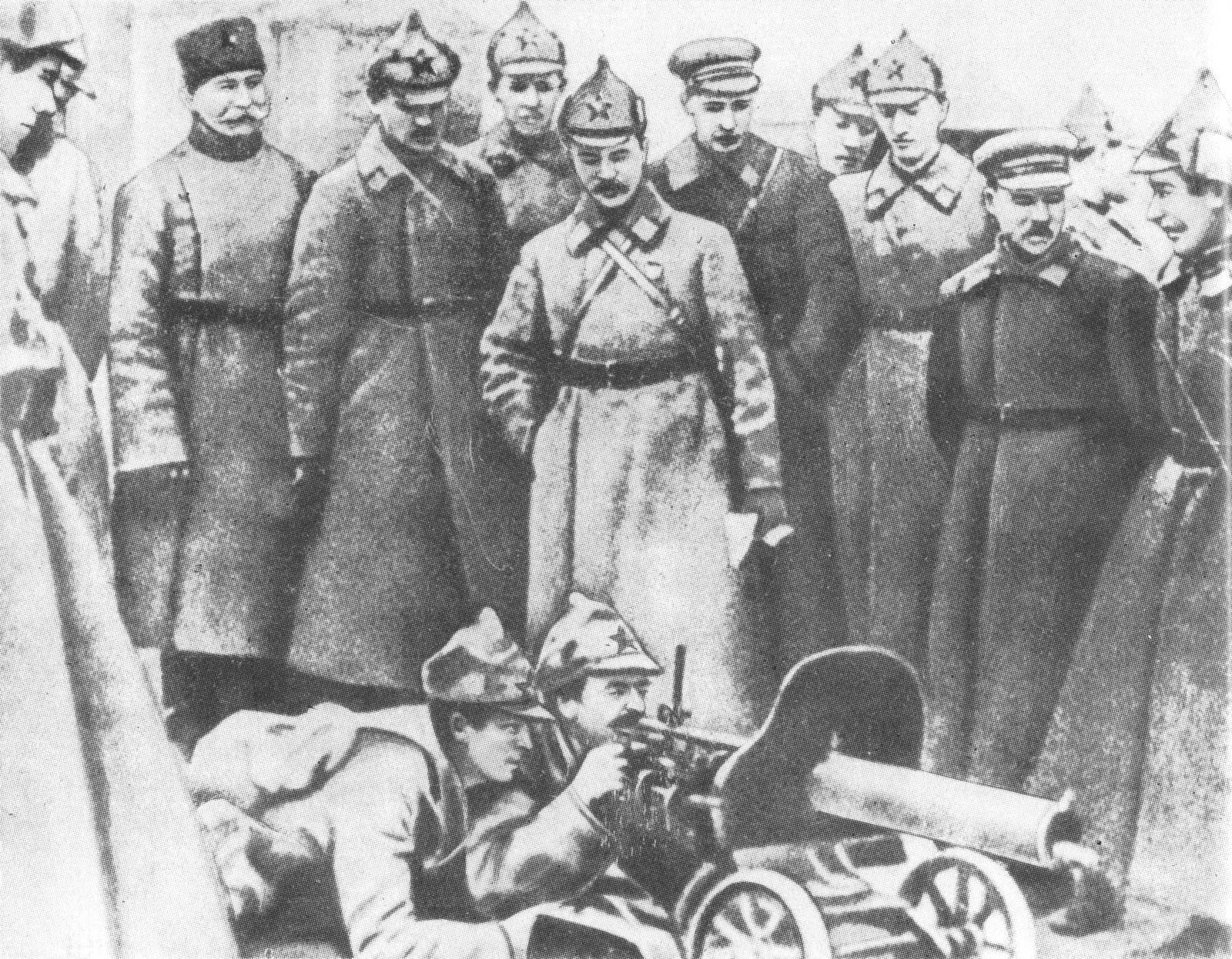
Нарком по военным и морским делам СССР М. В. Фрунзе на занятиях по боевой подготовке азербайджанских красноармейцев. Апрель 1925 года.
Слева направо: А. Шихлинский, М. Вейсов, М. В. Фрунзе и А. Караев.

При формировании национальных командных кадров, Наркомат по военным и морским делам Азербайджанской ССР сталкивался с определёнными трудностями. А. Караев в 1921 году решил привлечь к работе бывших офицеров царской России и Азербайджанской Демократической Республики генералов А. Шихлинского и С. Мехмандарова. Он выступил с предложением, правительство Азербайджанской ССР со своей стороны возбудило вопрос об использовании этих офицеров. Специальной телеграммой Серго Орджоникидзе эти два офицера были командированы в распоряжение азербайджанского наркомвоенмора. А. Шихлинского и С. Мехмандарова зачислили в штаб Азербайджанской Красной армии. Уже 1 декабря А. Шихлинский получил назначение для выполнения особых поручений при наркоме и одновременно преподавателя артиллерии в Азербайджанской сводной военной школе комсостава. Как потом отметил бывший заместитель наркомвоенмора, ставший генерал-лейтенантом Советской армии А. И. Тодорский: «В Главном штабе Наркомвоенмора работали два выдающихся военных специалиста — Мехмандаров и Шихлинский».
Чтоб подготовить детей бедноты и азербайджанских красноармейцев к поступлению в Азербайджанскую сводную военную школы, в октябре была создана 1-я Азербайджанская военная II ступени школа, которую в апреле 1922 года переименовали в 1-й Азербайджанский Красный кадетский корпус. В мае был создан 2-й Азербайджанский Красный кадетский корпус. Оба корпуса в сентябре того же года стали называться 1-й и 2-й Азербайджанскими Пролетарскими военными школами.

## Награды
- Орден Красного Знамени Азербайджанской ССР (1922)[41].

### Статьи
- Степанов А. Азербайджанская Красная Армия. 1920—1924 // Старый Цейхгауз. — 2008. — № 1(25).
- Степанов А.. Азербайджанская Красная армия и Азербайджанская стрелковая дивизия // Старый Цейхгауз. 2017. № 1 (73). С. 40-47.

### Книги
- Безугольный А. Ю. Народы Кавказа и Красная армия. 1918—1945 годы. — М.: Вече, 2007.
- Гусейнов А. Алигейдар Караев (биографический очерк). — Баку: Азербайджанское гос. изд-во, 1976.
- Дарабади П. Военно-политическая история Азербайджана (1917—1920 годы). — Баку: Изд. дом «Кавказ», 2013.
- Зейналов Р. Военное строительство — военно-патриотическая и оборонно-массовая работа в Азербайджанской ССР в период строительства социализма (1920—июнь 1941 г.). — Баку: Элм, 1990.
- Стеклов А. Красная армия Азербайджана. — Баку: Азгиз, 1928.